# Günter Hortzschansky
Günter Hortzschansky (* 20. Februar 1926 in Berlin; † 11. Oktober 2015 ebenda) war ein deutscher Historiker.

Günter Hortzschansky studierte von 1946 bis 1949 Geschichte an der Universität Berlin. 1949 legte er das Staatsexamen ab. Von 1949 bis 1951 war er Berater in dem Kinderkaufhaus „Haus des Kindes“ am Strausberger Platz in Berlin. Von 1951 bis 1956 hatte er eine wissenschaftliche Aspirantur inne bzw. war wissenschaftlicher Mitarbeiter am Institut für Gesellschaftswissenschaften beim Zentralkomitee der SED. Er wurde 1958 promoviert mit der Arbeit Der nationale Verrat der deutschen Monopolherren während des Ruhrkampfes 1923. Von 1962 bis 1969 war er stellvertretender Leiter und von 1969 bis 1989 Leiter der Abteilung „Geschichte der deutschen Arbeiterbewegung von den Anfängen bis 1945“ beim Institut für Marxismus-Leninismus beim Zentralkomitee der SED (IML). Ab 1966 war er Professor mit Lehrauftrag für die Geschichte der deutschen Arbeiterbewegung am IML. Von 1970 bis 1975 war er Mitglied der Akademie der Pädagogischen Wissenschaften der DDR. Hortzschansky beschäftigte sich insbesondere mit dem kommunistischen Politiker Ernst Thälmann.
Ihm wurden für seine Leistungen der Vaterländische Verdienstorden in Silber (1966), der Nationalpreis der DDR, I. Klasse (1979) und das Banner der Arbeit, Stufe I. (1986) verliehen. Hortzschansky war verheiratet mit der Tochter der hingerichteten Widerstandskämpferin Judith Auer und des KPD-Funktionärs Erich Auer.

## Schriften
- Der nationale Verrat der deutschen Monopolherren während des Ruhrkampfes 1923. Dietz, Berlin 1961 (Zugleich: Berlin, Institut für Gesellschaftswissenschaften beim Zentralkomitee der SED, Dissertation, 1958).
- mit Anderen: Illustrierte Geschichte der Novemberrevolution in Deutschland. Herausgegeben vom Institut für Marxismus-Leninismus beim ZK der SED. Dietz, Berlin 1968.
- als Redakteur mit Anderen: Protokoll des Gründungsparteitages der Kommunistischen Partei Deutschlands. (30. Dezember 1918 – 1. Januar 1919). Dietz, Berlin 1972.
- Ernst Thälmann. Bibliographisches Institut, Leipzig 1976.
- mit Anderen: Ernst Thälmann. Eine Biographie. Dietz, Berlin 1979.
- als Redakteur mit Stefan Weber: Die illegale Tagung des Zentralkomitees der KPD am 7. Februar 1933 in Ziegenhals bei Berlin (= Schriftenreihe Geschichte.). 3., überarbeitete und erweiterte Auflage. Dietz, Berlin 1980.
- als Redakteur mit Katja Haferkorn: Ernst Thälmann. Bilder, Dokumente, Texte. Dietz, Berlin 1986.
- mit Walter Wimmer: Ernst Thälmann. Kleine Biographie (= Schriftenreihe Geschichte.). Dietz, Berlin 1988, ISBN 3-320-01066-2.